# تل حموكار
تل حموكار مدينة أثرية تاريخية وحسب المعطيات وعلماء الآثار والباحثين تعد حموكار أقدم مدينة في التاريخ تقع في شمال شرق سوريا. عمرها يزيد على 7 آلاف سنة. يقع في قرية الحرية التابعة لناحية اليعربية في منطقة المالكية، محافظة الحسكة، سورية

## الموقع
تل حموكار تل أثري سوري يقع بالقرب من جبل سنجار، حيث اكتشفت البعثة السورية ـ الأميركية المشتركة للتنقيب عن الآثار مدينة أثرية مهمة يعود تاريخها إلى الألف الخامسة قبل الميلاد، ويمكن أن تعتبر أقدم مدينة في العالم، إذ يقدر عمرها الآن أكثر من سبعة آلاف سنة، وهي بذلك أقدم من أي مدينة أثرية أخرى مكتشفة حتى الآن في العالم بما لا يقل عن 2500 سنة.
جرى هذا الاكتشاف المهم في موقع تل حموكار الأثري على مساحة مائتي هكتار من الأرض على شكل مربع وسط السهول المحصورة بين جبل سنجار في الجنوب وسلسلتي جبال طوروس وزغروس في الشمال والشمال الشرقي من سوريا، ويبعد الموقع عن نهر دجلة باتجاه الجنوب الغربي مسافة خمسين كيلو مترًا، بينما يبعد عن نهر جغجغ (الذي يخترق مدينة القامشلي) بحوالي ستين كيلو مترًا.
إن أراضي تل حموكار من أخصب الأراضي الزراعية، وكانت تروى من عدة أنهار تأتي من الشمال إلى الجنوب وأخرى من جبل سنجار باتجاه الشمال وتلتقي جميعها لتشكل بحيرة كانت تخضع مياهها لعملية تنظيم معينة لري السهول الزراعية الواسعة والخصبة في المنطقة.

## تاريخ
يعتقد أن المدينة كانت موطنًا لحوالي خمسة وعشرين ألف نسمة، وقد عثر فيها على لقى أثرية مهمة مما يعطيها ميزة في تطور فن الرسم والنحت والزخرفة، كذلك عثر على لقى تعطيها الأولوية بالنسبة إلى المدن الأخرى التي تعود إلى تلك الفترة. فقد اكتشف فيها أقدم نظام للتكييف الهوائي في التاريخ ويتمثل في وجود مقرات في جدران ثنائية متوازية تفصل بينهما مسافة من الفراغ لا تتجاوز خمسة عشر سنتيمترا تسمح بتدفق الهواء المكيف النقي لمقاومة حر الصيف.استمر الاستيطان في هذه المدينة الأثرية منذ الألف الخامس قبل الميلاد وحتى العصر الإسلامي المبكر، أدركت البعثة أهمية هذا الموقع من خلال المسح الطوبوغرافي واللقى السطحية التي أمكن العثور عليها في الموقع.
ويرجح أنه قد هاجرت في منتصف الألف الرابعة قبل الميلاد تقريبًا مجموعات بشرية من جنوب بلاد الرافدين شمالا إلى سوريا وأسسوا فيها مستعمرات سكنية، وأدى هذا الاحتكاك بسكان المنطقة، إلى تطور في نظام العمران، وتطور في مبدأ حكم الملكية ونظام الدولة «ولكن التنقيبات الأثرية في «حموكار» وفي بعض المواقع الأخرى في سوريا أظهرت تطور نظام اجتماعي محلي قبل ذلك بزمن واستوطنت فيها وأقامت مستعمرة بشرية حضارية متطورة... ومن المكتشفات الأثرية التي وجدت في منطقة «حموكار» تبين أن فكرة نشوء الحضارة وتطورها بدأت في سوريا وفي «حموكار» ومنطقة الجزيرة السورية الغنية بالمدن الأثرية والحضارات القديمة، ثم انتقلت الحضارة جنوبًا إلى بلاد الرافدين وغيرها من البلاد» منطلقة من مناطق سوريا الشمالية.

## المكتشفات الأثرية
كشف في موقع تل حموكار عن أبنية من اللبن مليئة بالفخار والرماد تعود إلى منتصف الألف الرابعة قبل الميلاد أي العصر الحجري ـ النحاسي ووجدت أيضًا أربعة أو خمسة أفران مقببة يبلغ قطر بعضها مترين تقريبًا، كانت تستخدم للطهو والخبز وطبخ اللحوم وغيرها، وذلك لوجود كمية كبيرة من العظام الحيوانية، بالإضافة إلى المواد النباتية المفحمة كالحبوب وغيرها المكتشفة في المدينة. كذلك اكتشفت كسر فخارية يستنتج أن معظمها يعود إلى أوان كبيرة الحجم كانت تستخدم في الطهو وتحضير الطعام، ويدل حجم هذه الأواني على أنها كانت تستعمل لتحضير طعام جماعي أو لخدمة تتجاوز أفراد الأسرة، وهذا يدل على وجود إدارة حكومية من شكل ما.. كذلك اكتشف وجود امتداد للبناء خارج السور وهذا يثبت أن التطور العمراني انطلق من هذه المنطقة ولم يأت إليها من الخارج.

## حجم الموقع والفترات التي مر فيها
ثبت من خلال المسح السطحي أن مساحة موقع «حموكار» كانت تبلغ ثلاثة عشر هكتارًا تقريبًا، لكن في حدود الألف الثالث، امتدت حتى بلغت 102 هكتار ومن نوعية الفخار الذي اكتشف في الموقع تبين انه يعود إلى «فترة أوروك» فهو يشبه طاسات وأشكالًا معروفة في جنوب بلاد الرافدين يعتقد أنها مأخوذة من حضارة حموكار، وهذا يؤكد وجود علاقات مع جنوب بلاد الرافدين. وبعد هذه الفترة هُجر الموقع، واستخدم على شكل قرى صغيرة حتى الفترة الآشورية الجديدة، ثم الفترة السلوقية 200 قبل الميلاد، لكن آخر فترة سكن فيها موقع حموكار كان حوالي 700 بعد الميلاد أي في المرحلة الإسلامية ـ الأموية.

## التنقيب
أجريت عمليات التنقيب الهيئة العامة السورية للآثار وبعثات التنقيب الأجنبية في ثلاث نقاط «أ» A و«ب» B و«سجي» C وكان الهدف من السبر تكوين فكرة عامة عن المراحل كافة، التي مر فيها التل ولمحة عن تاريخه، وجرى استخدام السبر الأفقي لا العمودي نظرًا لخصوصية هذا التل.. فمن مساوئ السبر العمودي أنه كان كلما زاد العمق زادت صعوبة عملية التنقيب وزادت صعوبة الحركة للباحث والمنقب الأثري أما السبر الأفقي فيعطي حرية حركة لمتابعة البحث الأثري وهذه الطريقة هي الأفضل لتل حموكار لأنه عالٍ فارتفاعه 18 مترًا، ويصعب النزول فيه للتنقيب والسبر الأفقي لذلك حفر بشكل متدرج بين كل درجة وأخرى ارتفاع أربعة أو خمسة أمتار. وقد وجد في المنطقة «أ» في الدرج الأعلى بعض المنازل التي تتكون جدرانها من اللبن، جوارها جدار ضخم عرضه لا يقل عن أربعة أمتار وارتفاعه أربعة أمتار أيضًا، ويعتقد أنه كان سورًا لمدينة، وقد أكدت تنقيب اللاحقة ذلك. أما الفخار الذي وجد مع الجدار فيعود إلى العصر الحجري النحاسي أي منتصف الألف الرابعة قبل الميلاد، وكذلك اكتشف فخار في مستوى أعلى من الجدار يعود إلى «فترة أوروك» (3200 قبل الميلاد) ومنازل تتألف من عدة طبقات تحتوي على العديد من المباني، ورصيف مرصوف باللبن المستوى. وأما الطبقة الأخيرة منه فهي مغطاة بالجص، وكلها تعود إلى الألف الثالثة قبل الميلاد، وفوقها وجد بناء يعود إلى الفترة الإسلامية ـ الأموية أي 700 بعد الميلاد. وفي ما يخص المنطقة «ب» فقد وجدت فيها جدران أبنية وأفران ضخمة يصل قطر بعضها إلى مترين، وتعود هذه المنطقة إلى منتصف الألف الرابعة، كذلك وجد في أرضيات أحد هذه المباني قبر لطفل معه تماثيل صغيرة من العظم عرفت «بتماثيل» العيون بسبب وجود عيون كبيرة فيها، اكتشفت نماذج منها في تل براك، وتشير هذه التماثيل إلى آلهة أو أشخاص، لكن تفسيرها ما زال غامضًا على علماء الآثار. ومن أهم المكتشفات التي وجدت في هذه المنطقة، التي تعطي فكرة عن طابع المجتمع السوري في هذه المنطقة، وجود أكثر من ثمانين ختمًا وخمس عشرة لوحة، وكثير من الخرز اكتشف في قبر الطفل وكان على الأرجح مشكوكًا في قماش ثياب الطفل.
أما مادة الأختام فكانت من العظم منحوتة بأشكال حيوانات. وكانت قاعدة الختم محفورة بخطوط أو بصور تشكيلية، وأحد الأختام الكبرى كان على شكل نمر منقط، نقطه مصنوعة من أسافين صغيرة محفورة ومنزله على جسده. أما الوجه الأسفل فكان يضم صفًا من الحيوانات ذات القرون. ووجد أيضًا ختم آخر كبير على شكل حيوان ذي قرون وأسفله أيضًا صور من الحيوانات ذوات القرون.
- الأختام الصغيرة: كانت على أشكال حيوانات مختلفة مثل الأسود والماعز والدببة والوعول والكلاب والأرانب والأسماك والطيور. وقد اكتشفت تعاويذ شبيهة بالتي في «تل براك»، لكن تعاويذ تل حموكار اعتبرت أختامًا لوجود صورة الختم عليها.
- الأختام الكبيرة: كانت للشخصيات المهمة مثل المدراء والمسؤولين والأختام الصغيرة وكانت أعدادها أكبر لأنها أكثر استعمالا باعتبارها تخص عامة الشعب وطبقاته. وهذا يدل على وجود تنظيم إداري دقيق ومدهش في فترة الألف الرابعة قبل الميلاد بسبب قدمها في التاريخ.

وهذه الأختام لا تشير إلى بيروقراطية، بل تشير إلى علاقات تجارية كان يضع التاجر فيها ختمه أي توقيعه على المواد أو السلع أو قطع القماش (الحضارة السورية )، وهذه الظاهرة بدأت مع بداية العمران وبداية تأسيس دولة في حموكار السورية. أخيرًا في المنطقة «ج» فقد اكتشفت فيها زاوية لبناء يعود إلى الألف الثالثة أي للفترة الأكادية، وقد وجد منه في «تل براك» وتحتوي زاوية البناء على باب يدل نمطه أنه ذو طابع عام وربما معبد. ووجدت فيه أيضًا كسر فخارية تعود إلى الفترة الأكادية وهذه القطع الفخارية مشابهة للقطع التي اكتشفت في «تل براك» وسمح هذا بتاريخ القطع في الفترة الأكادية لتلازمها مع قطع أكادية أخرى. هذا ودلت أخيرًا نتائج الحفريات المبدئية على أنه أسست وتطورت في هذه المنطقة ممالك سحيقة في القدم سبقت بروز حضارة «أوروك» وقدومها من جنوب بلاد الرافدين وقد ولدت الحضارة في هذه المنطقة قبل أي سنة 3500 قبل الميلاد وتعد أقدم الحضارات البشرية.